# Lillian Hall-Davis
Lillian Hall-Davis (Mile End, Londres, 23 de junho de 1898 — Londres, 25 de outubro de 1933) foi uma atriz britânica da era do cinema mudo, destaque em papéis principais em filmes inglêses e uma série de filmes alemães, franceses e italianos.
Hall-Davis não conseguiu fazer a transição para o cinema falado. Em 1933 "o declínio da carreira e graves problemas de saúde" a levaram a cometer suicídio ligando o forno a gás e cortando sua própria garganta, em sua casa na região de Golders Green, Londres.